# 김수영 (아나운서)
김수영(1976년 12월 8일 ~ )은 가톨릭평화방송의 아나운서이다.

## 학력
- 이화여자대학교 종교음악과 학사

## 경력
- 가톨릭평화방송 아나운서

## 방송
- 2010년 가톨릭 미디어를 말하다
- 2010년 이동우, 김수영의 오늘이 축복입니다
- Hello Father
- FM 음악공감
- 행복한 아침 즐거운 FM
- 김수영의 한낮의 가요선물
- 아름다운 사랑 아름다운 나눔 (2001년 10월 22일 ~ 2002년 10월 19일)
- 명동연가 (2006년 4월 17일 ~ 2006년 10월 22일) (2부)
- 사랑의 노래 찬미의 노래
- 가톨릭 뉴스
- 작은 음악회 사랑이 있는 곳에
- 지구촌 음악여행
- 라디오 말씀지기

## 수상
- 2010년 한국아나운서대상 TV진행상